# Lolo Matalasi Moliga
Lolo Letalu Matalasi Moliga (Taʻu, 1º gennaio 1949) è un politico samoano americano.
Dal gennaio 2013 è il governatore delle Samoa Americane. Ha vinto le elezioni governatoriali da indipendente nel novembre 2012 battendo il Democratico Faoa Aitofele Sunia. Dal 2009 al 2012 è stato Presidente della DBAS (Development Bank of American Samoa). Nel novembre 2016 è stato rieletto alla guida dell'arcipelago delle Samoa Americane.